# داني كاسبار
داني كاسبار (بالإنجليزية: Danny Kaspar)‏ هو مدرب كرة سلة أمريكي، ولد في 16 نوفمبر 1954 في كوربوس كريستي في الولايات المتحدة.

## روابط خارجية
- داني كاسبار على موقع كلية كرة السلة في سبورتس رفرنس.كوم (الإنجليزية)
- داني كاسبار على موقع كلية كرة السلة في سبورتس رفرنس.كوم (الإنجليزية)